# 扶桑社新書
扶桑社新書（ふそうしゃしんしょ）とは、扶桑社から出版されている新書レーベル。2007年2月28日創刊。2015年の現時点で約200冊刊行されている。創刊時は、「オレンジと黒の表紙が目印。国家論から恋愛事情までを扱う扶桑社の新しい顔」として売り出された。背表紙は当初オレンジ地に白抜きの文字であったが、2008年 - 2009年頃からは白抜き文字から黒字へ変更された。これは新刊だけでなく既刊の重刷でも同様である。創刊ラインナップは、『だめんず症候群』（倉田真由美著）、『スキミング』（松村喜秀著）、『偽装国家』（勝谷誠彦著）、『亡食の時代』（産経新聞社｢食｣取材班）、『大阪人はなぜ振り込め詐欺に引っかからないのか』（竹山隆範著）、『親より稼ぐネオニート』（今一生著）、『「脱･談合知事」田中康夫』（チームニッポン特命取材班）の7点。

## 関連事項
- 新書レーベル一覧